# Harald Gerlach

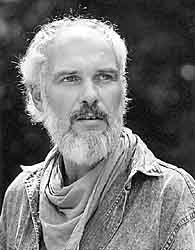
Harald Gerlach (1988)

Harald Gerlach (* 7. März 1940 in Bunzlau; † 19. Juni 2001 in Leimen) war ein deutscher Lyriker, Schriftsteller und Bühnenautor.

## Leben
Harald Gerlachs Familie flüchtete 1945 aus Kittlitztreben in Niederschlesien nach Römhild in Südthüringen. Dort machte Gerlach 1958 in Meiningen sein Abitur. Er erhielt, da er sich weigerte, Wehrdienst in der Volksarmee zu leisten, keinen Studienplatz. Er geriet in Konflikte mit der DDR, als er 1960 für ein halbes Jahr durch Italien und Südfrankreich reiste. Nach seiner Rückkehr arbeitete er zeitweilig als Kiesgrubenarbeiter, Totengräber und Bühnentechniker. Später begann er ein Fernstudium, das er 1968 als Theatermeister abschloss. 1970 wurde Gerlach als Dramaturg bei den Städtischen Bühnen Erfurt angestellt. Ab 1984 arbeitete er als freischaffender Schriftsteller. 1986 zog Gerlach nach Rudolstadt, doch gelang es ihm nicht, seine Werke dort öffentlich vorzustellen. Die geplante Lesung seines Stücks „Vergewaltigung“ wurde wegen „Mangel an Brennmaterial“ abgesagt. Eine einmonatige Lesereise führte Gerlach 1988 nach Westdeutschland und erstmals nach Heidelberg. „Und als ich am Heidelberger Schloß die Stelle erreichte, wo Hölderin seine Heidelberg-Ode schrieb, da stand für mich fest, daß ich in dieser Landschaft wieder eine Heimat finden könnte.“ Vier Jahre später zog er mit seiner Familie nach Leimen bei Heidelberg. „Der Ort ist für mich und meine Arbeit äußerst wichtig. Denn erst aus der Zusammenstellung von Geographie, Geschichte und Lebensart erwächst für mich Literatur. […] Ich will keine Käseglocke, sondern suche das Gespräch in die Region hinein.“
Seine Arbeiten waren vielfältig: Er schrieb Essays, Lyrik, Romane, Hörspiele und Libretti. Gerlach erhielt zahlreiche Preise, so zum Beispiel 1985 den Louis-Fürnberg-Preis, 1990 den Kinderhörspielpreis von terre des hommes, 1991 den Hörspielpreis des Funkhauses Berlin, 1992 den Sonderpreis Literatur im Kulturwerk Schlesien des Landes Niedersachsen, 1993 die Ehrengabe der Deutschen Schillerstiftung Weimar, 1994 den Förderpreis des Lyrikpreises Meran und 1997 den Phantastik-Preis der Stadt Wetzlar. 1998 erhielt Harald Gerlach ein Stipendium des Niedersächsischen Ministeriums für Wissenschaft und Kultur, welches auch einen Aufenthalt im Künstlerhof Schreyahn ermöglichte. Dort erarbeitete er den Roman Rottmanns Bilder sowie Text zur CD-ROM Johann Wolfgang von Goethe - Zeit Leben Werk. 
Gerlach starb 2001 im Alter von 61 Jahren an den Folgen eines Hirntumors in Leimen. In einem Nachruf charakterisierte Der Spiegel ihn so: „Der Mann […] war einer der Stillen im Lande, doch ein unbeirrbarer Eigensinn zeichnete ihn aus.“

### Arbeitsaufenthalte
- 1991/1992: Zwölfmonatiger Arbeitsaufenthalt im Atelierhaus Worpswede
- 1994: Stipendierter Arbeitsaufenthalt im Kunsthaus Erfurt
- 1998/1999: Stipendierter Arbeitsaufenthalt im Künstlerhof Schreyahn
- 1999, November - Dezember: „Writer-in-Residence“ an der Aston University in Birmingham am Germanistischen Seminar
- 2000 Januar - Mai: Auf Einladung des Literaturarchivs in Marbach arbeitete Harald Gerlach im dortigen Gästehaus.

Der für 2000 geplante Arbeitsaufenthalt in der Villa Massimo in Rom musste von dortiger Seite wegen Sanierungsarbeiten abgesagt und verschoben werden. Der Aufenthalt konnte dann von Harald Gerlach nicht mehr wahrgenommen werden. Das dafür vorgesehene Stipendium des Landes Thüringen nutzte er für eine letzte Italienreise Ende April/Anfang Mai 2001.

## Thüringer Literaturstipendium Harald Gerlach
Aufgrund einer Initiative Ingo Schulzes haben das Thüringer Kultusministerium und die Literarische Gesellschaft Thüringen e. V. im Jahr 2009 ein neues Autorenstipendium eingerichtet, das literarische Projekte in und über Thüringen fördern soll. Es trägt den Namen Thüringer Literaturstipendium Harald Gerlach.

## Literarisches Schaffen

### Lyrik
Gerlachs erste Gedichte hatten Landschaften und andere regionale Themen zum Inhalt. Im Lyrikband Mauerstücke beschäftigt er sich mit Persönlichkeiten der Renaissance und des Mittelalters, zum Beispiel mit Petrarca und Helius Eobanus Hessus. In späteren Gedichten, von denen manche weiterhin landschaftsbezogen sind, thematisierte er auch seine persönliche Situation sowie die politischen Gegebenheiten. In Nirgends und zu keiner Stunde fürchtet er mit „unaufgeregter Verbitterung“ um seine Identität und „verschanzt sich im Reich der Illusionen, um nicht den Boden unter den Füßen zu verlieren.“ Andere Gedichte Gerlachs haben den Aufenthalt Friedrich Schillers in Bauerbach oder Friedrich Hölderlins Besuch des Großen Gleichbergs zum Gegenstand.

### Zitat
- Der Engel der Geschichte / montags[8] auf dem Opernplatz / spricht sächsisch. Die geschleifte / Unikirche läutet ihre / eingeschmolzenen Glocken. // Mit solchen Stimmen melden / die Trümmer sich zum Wort, / wenn Barbarei zerfällt.[9]

### Romane
Sein erster Roman Das Graupenhaus spielt im Römhild der Nachkriegszeit und schildert das Leben der Kriegswaisen und ihrer Erzieher im dortigen Heim. Der Roman wurde 1982 unter dem Titel Das Graupenschloss verfilmt. 
Ein weiterer wichtiger Roman Gerlachs ist Windstimmen, wofür ihm 1997 der „Phantastik-Preis“ der Stadt Wetzlar verliehen wurde. Das Werk ist ein Generationenporträt, das vom 17. Jahrhundert bis in die revolutionären DDR-Herbsttage des Jahres 1989 reicht. In vielschichtigen Handlungssträngen bearbeitet der Autor sein Urthema, die Bewältigung von Heimatlosigkeit, wobei er auch phantastische Elemente, zum Beispiel spukende Tote, einbringt. Gerlachs Sprachkunst wurde allgemein gelobt, jedoch mit der Einschränkung, dass seine Äußerungen dort plakativ wirken, „wo sie sich auf die Ergebnisse der deutschen Wiedervereinigung richten. Diese mageren Repliken und Einwürfe beruhen auf der fehlenden Distanz zu den Ereignissen.“
In seinem Roman Rottmanns Bilder (1999) zeichnet Gerlach zwei eigenbrötlerische Gestalten, den DDR-Komponisten Scheerbarth und dessen Lehrer Rottmann. Zwar fand die Kritik seinen Sprachstil hier manchmal etwas populistisch, beachtlich jedoch den „Ton feiner Ironie, mit dem der Erzähler das Innenleben seines Helden bis in den tiefsten Winkel hinein ausleuchtet.“

## Werke

### Bücher
- Poesiealbum Heft 56. Gedichte. Poesiealbum (Lyrikreihe). Berlin 1972.
- Sprung ins Hafermeer. Gedichte. Nachwort: Wulf Kirsten. Aufbau-Verlag, Weimar 1973.
- Das Graupenhaus. Aufbau-Verlag, Berlin / Weimar 1976 (zuletzt 1990: ISBN 3-351-01833-9).
- Vermutungen um einen Landstreicher. Geschichten. Aufbau-Verlag, Berlin / Weimar 1978.
- Mauerstücke. Gedichte. Aufbau-Verlag, Berlin / Weimar 1979.
- Spiele. Aufbau-Verlag, Berlin / Weimar 1983.
- Nachricht aus Grimmelshausen. Gedichte. Aufbau-Verlag, Berlin / Weimar 1984.
- Gehversuche. Roman. Aufbau-Verlag, Berlin / Weimar 1985 (zuletzt als Taschenbuch 1999: ISBN 3-7466-0112-6).
- Jungfernhaut. Novelle. Aufbau-Verlag, Berlin / Weimar 1987, ISBN 3-351-00370-6.
- Abschied von Arkadien. Novelle. Aufbau-Verlag, Berlin / Weimar 1988, ISBN 3-351-01011-7.
- Wüstungen. Gedichte. Aufbau-Verlag, Berlin / Weimar 1989, ISBN 3-351-01423-6. (Gerlach: „Mich erstaunt noch immer, daß der Aufbau-Verlag meine doch kritischen Werke veröffentlichte“)[12]
- Folgen der Lust. Neue Spiele. Aufbau-Verlag, Berlin / Weimar 1990, ISBN 3-351-01630-1.
- Einschlüsse, Aufbrüche. Blätter zu sechs Monaten deutscher Geschichte. Burgart-Presse, Rudolstadt 1991, ISBN 3-910206-03-4.
- Ecce homo. Gedichtzyklus mit Radierungen von Michael Morgner. Bögen in Kassette. Rudolstadt 1994.
- Fortgesetzte Landnahme. Fußnoten zum Zeitgeist. Hain, Rudolstadt 1997, ISBN 3-930215-31-4.
- Windstimmen. Roman. Aufbau-Verlag, Berlin 1997, ISBN 3-351-02370-7.
- Nirgends und zu keiner Stunde. Gedichte. Aufbau-Verlag, Berlin 1998, ISBN 3-351-02825-3.
- Rottmanns Bilder. Roman. Aufbau-Verlag, Berlin 1999, ISBN 3-351-02871-7.
- Die völlig paradiesische Gegend. Auf Goethes Spuren zwischen Rhein, Saar und Mosel. Mit einer Spurensuche von Wulf Kirsten und einer Nachbemerkung von Ralph Schock. Gollenstein, Blieskastel 2001, ISBN 3-935731-09-4.
- Blues Terrano. Neue Windstimmen. Roman. Aufbau-Verlah, Berlin 2001, ISBN 3-351-02921-7.
- Man liebt nur, was einen in Freyheit setzt. Die Lebensgeschichte des Friedrich Schiller.  Beltz und Gelberg, Weinheim / Basel 2004, ISBN 3-407-80877-1.
- Gelassener Schritt am Rande des Abgrunds. Goethe oder wie man mit Krisen leben lernt. Wartburg-Verlag, Weimar 2006, ISBN 978-3-86160-321-4.
- So ist alles gesagt. Ausgewählte Texte aus den Jahren 1972 – 2000. Herausgegeben von Bettina Olbrich. Mit einem Vorwort von Ingo Schulze. NORA Verlagsgemeinschaft Dyck & Westerheide, Berlin 2010, ISBN 978-3-86557-219-6.
- aber du der ich war. 100 Porträtgedichte aus drei Jahrzehnten. Herausgegeben von Bettina Olbrich und Ulrich Kaufmann. Mit einem Vorwort von Thomas Spaniel sowie einem Nachsatz und Anmerkungen der Herausgeber. Wartburg-Verlag, Weimar 2010, ISBN 978-3-86160-244-6.

### Theaterstücke
- Die Straße. Uraufführung: Städtische Bühnen Erfurt 1979.
- Held Ulysses. Uraufführung: Städtische Bühnen Erfurt 1982.
- Die Schicht. Uraufführung: Städtische Bühnen Erfurt 1984.
- Der Pfahl. Uraufführung: Compagnie Les Treteaux de l’Arche Marseille 1985.
- Vergewaltigung. Uraufführung: Württembergische Landesbühne Esslingen 1993.
- La Ronde. Uraufführung: Compagnie Les Treteaux de l’Arche Marseille 1998.

### Opernlibretti
- Das kalte Herz. Kinderoper. Musik: Klaus Hofmann. Uraufführung: Theater Erfurt (Alte Oper) 1969.
- Der Preis. Musik: Karl Ottomar Treibmann. Uraufführung: Theater Erfurt 1980.
- Scherz, Satire, Ironie und tiefere Bedeutung. Musik: Karl Ottomar Treibmann. Uraufführung: Städtische Bühnen Erfurt 1987.
- Der Idiot. Musik: Karl Ottomar Treibmann. Uraufführung: Opernhaus Leipzig 1988.

### Hörspiele und Hörbücher
- Ikaros. Regie: Norbert Speer. Prod.: Rundfunk der DDR, 1984. (Ursendung 1990)
- Der Weg ins verheißene Land. Prod.: Rundfunk der DDR, 1986.
- Markttag. Regie: Peter Groeger. Prod.: DS Kultur, 1993.
- Heinrich Heine – Zeit Leben Werk. Zusammen mit Waltraud und Jürgen von Esenwein. CD. Metzler, Stuttgart 1997.
- Johann Wolfgang von Goethe – Zeit Leben Werk. Zusammen mit Jürgen von Esenwein. CD, Aufbau, Berlin 1999.
- Anna Seghers zum 100. Geburtstag. CD. SWR-Media, Stuttgart 2000.

### TV-Spielfilm
- Das Graupenschloß. Regie: Hans Werner. Prod.: Fernsehen der DDR, 1982. Erstsendung 28. November 1982. Disc von Studio Hamburg Enterprises GmbH 2017. Nach der Erzählung Das Graupenhaus von Harald Gerlach. Drehort war das Schloss Mirow.[13] Der reale Ort der Handlung ist das Schloss Glücksburg (Römhild). In der sich über mehrere Jahre erstreckenden Diskussion um die Buchfassung des Filmes wurden entscheidende Dialogpassagen gestrichen. Der Vergleich zwischen Buch und Film zeigt die Probleme bei Film- und Fernsehproduktionen der DDR auf.